# Stéphane Sparagna
Stéphane Didier Christian Sparagna (Marsiglia, 17 febbraio 1995) è un calciatore francese, difensore dell'Olympique Marsiglia e dell'Olympique Marsiglia 2.

## Caratteristiche tecniche
È un difensore centrale.

## Carriera

### Club
Ha giocato nella prima divisione francese ed in quella portoghese.

### Nazionale
Ha giocato nelle nazionali francesi Under-19, Under-20 ed Under-21.

## Statistiche

### Presenze e reti nei club
Statistiche aggiornate al 31 maggio 2016.
| Stagione        | Squadra         | Campionato      | Campionato | Campionato | Coppe nazionali | Coppe nazionali | Coppe nazionali | Coppe continentali | Coppe continentali | Coppe continentali | Altre coppe | Altre coppe | Altre coppe | Totale | Totale |
| Stagione        | Squadra         | Comp            | Pres       | Reti       | Comp            | Pres            | Reti            | Comp               | Pres               | Reti               | Comp        | Pres        | Reti        | Pres   | Reti   |
| --------------- | --------------- | --------------- | ---------- | ---------- | --------------- | --------------- | --------------- | ------------------ | ------------------ | ------------------ | ----------- | ----------- | ----------- | ------ | ------ |
| 2014-2015       | O. Marsiglia    | L1              | 4          | 0          | -               | -               | -               | -                  | -                  | -                  | -           | -           | -           | 4      | 0      |
| 2015-2016       | O. Marsiglia    | L1              | 7          | 0          | CF+CdL          | 1+2             | 0+0             | UEL                | 4                  | 0                  | -           | -           | -           | 14     | 0      |
| Totale carriera | Totale carriera | Totale carriera | 11         | 0          |                 | 3               | 0               |                    | 4                  | 0                  |             |             |             | 18     | 0      |